# Berlin Potsdamer Platz
Berlin Potsdamer Platz – jeden z nowych dworców kolejowych w Berlinie otwartych w 2006, w związku z uruchomieniem tzw. grzyba kolejowego. Dworzec mieści się pod powierzchnią Placu Poczdamskiego, w dzielnicach Mitte oraz Tiergarten, w okręgu administracyjnym Mitte. Zatrzymują się na nim pociągi regionalne, zaś dalekobieżne przejeżdżają bez zatrzymania. Na wschód od dworca regionalnego mieści się otwarty w 1939 również podziemny dworzec S-Bahn, a jeszcze dalej – otwarta w 1907 stacja metra, niemająca podziemnego połączenia z resztą kompleksu.

## Dworce kolejowe

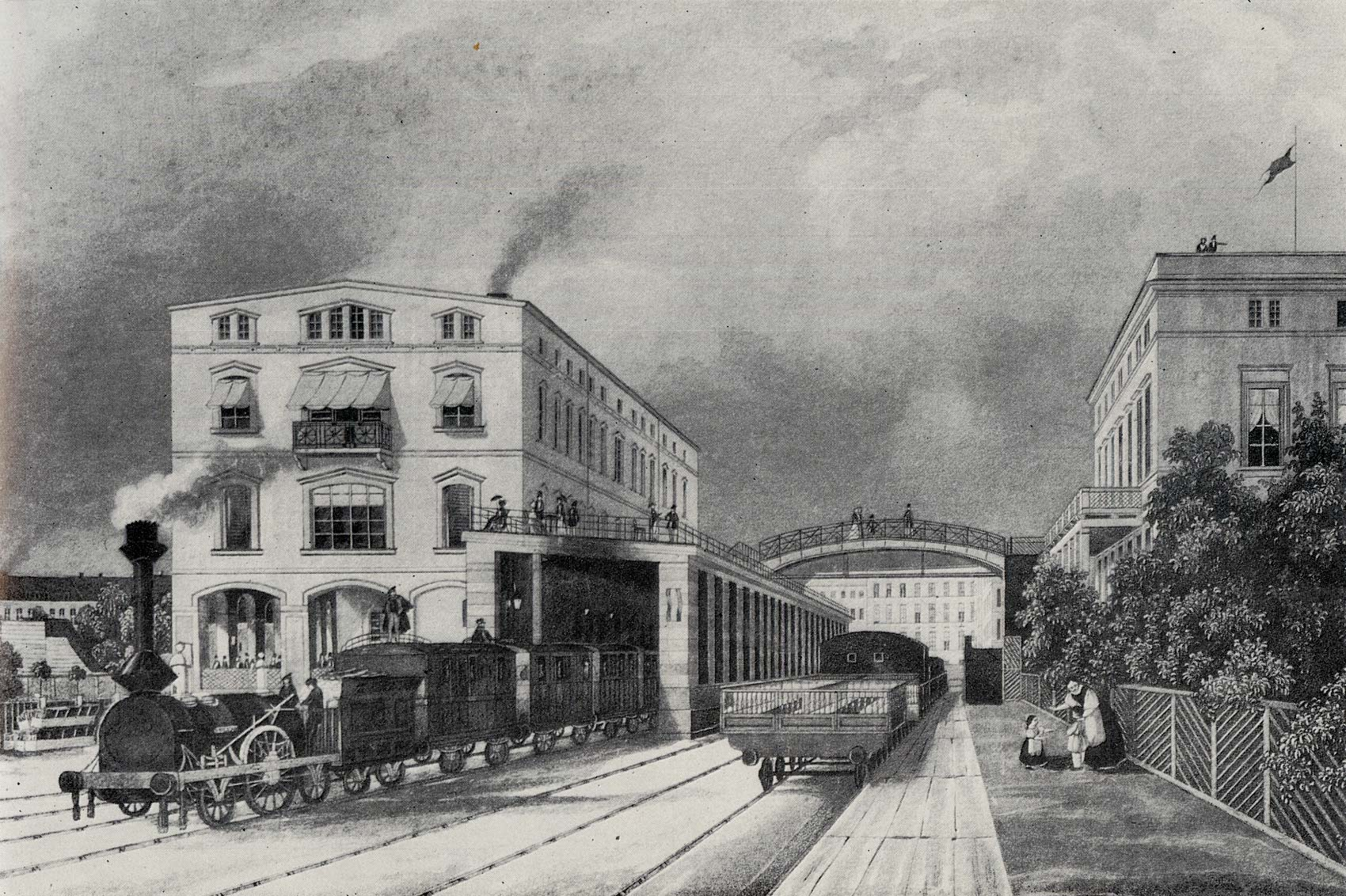
Dawny Potsdamer Bahnhof

Już w roku 1838 powstał przy Potsdamer Platz, w miejscu dzisiejszego południowego wejścia na dworzec, końcowy przystanek prowadzącej do Poczdamu i dalej do Magdeburga drugiej linii kolejowej Niemiec – Potsdamer Bahnhof. Stacja leżała bezpośrednio przed Bramą Poczdamską w berlińskim murze akcyzowym. W 1891 na wschód i zachód od tego dworca czołowego wzniesiono dwa również czołowe dworce lokalne. W latach 30. zbudowano tunel północ-południe dla S-Bahn, a wraz z nim podziemny dworzec z dwoma peronami (arch. Richard Brademann), obecnie znajdujący się na liście zabytków. W 1945 stare dworce czołowe zostały całkowicie zniszczone i wkrótce rozebrane. Po podziale Berlina podziemna stacja znalazła się w Berlinie Wschodnim, przy samej granicy. Gdy zbudowano Mur Berliński, pociągi przejeżdżały przez stację bez zatrzymania. Część wejść, mimo że leżały na terytorium NRD, znajdowała się po jego zachodniej stronie, ale pozostawały one zamknięte.
Po zjednoczeniu Berlina zaczęto budowę dworca w ciągu nowego tunelu kolei dalekobieżnej, realizowanego wraz z nowym kompleksem biurowo-mieszkalno-rozrywkowym i mającego z nim podziemne połączenie. Dworzec zaprojektowały biura architektoniczne Hilmer & Sattler i Modersohn & Freiesleben, zaś położone dalej na wschód dotychczas niezrealizowane dodatkowe pawilony wejściowe – Oswald Mathias Ungers. Przy okazji zbudowano poprzecznie położony dworzec planowanej linii metra, która jednak nie będzie w najbliższym czasie realizowana.

## Stacje metra
Obecnie na Potsdamer Platz znajduje się tylko jedna czynna stacja metra, jednak łącznie zbudowano trzy stacje. Pierwsza z nich została zamknięta i częściowo wyburzona po pięciu latach użytkowania, druga jest od prawie stu lat (choć z 31-letnią przerwą) w użytku, zaś trzecia zapewne nie zostanie nigdy uruchomiona.

### Dawna stacja metra Potsdamer Platz
Na najstarszym odcinku berlińskiego metra, otwartym 18 lutego 1902 znajdowała się stacja Potsdamer Platz. Tak samo jak inne stacje tej pierwszej trasy posiadała ona perony boczne. Początkowo była to stacja końcowa odgałęzienia prowadzącego od trójkąta torowego (Gleisdreieck) w kierunku śródmieścia. Jako pierwszy etap przedłużania linii w kierunku śródmieścia aż do Spittelmarkt zbudowano nową stację, Leipziger Platz, pod placem noszącym to imię i położonym w sąsiedztwie placu Poczdamskiego. Gdy w 1907 otwarto tę stację, zamknięto pierwszą ze stacji Potsdamer Platz, wówczas stosunkowo nową. Po wyburzeniu platform peronowych przekształcono halę dworca w komorę torów manewrowych i postojowych.

### Stacja metra Potsdamer Platz (U2)
Nowa stacja Leipziger Platz wyposażona była w praktyczniejszy peron wyspowy i połączona była tunelem dla pieszych z domem towarowym Wertheim. Ten tunel istnieje do dziś, choć nie jest używany. W 1923 przemianowano stację na Potsdamer Platz. Nazwę tę zachowała ona do dziś.
W czasie podziału Berlina linia metra, przedłużona w 1930 do stacji Pankow (Vinetastraße), została podzielona na dwie części. Ponieważ granica przebiegała bezpośrednio przez Potsdamer Platz, stacja metra nie mogła być używana ani przez wschodnią, ani przez zachodnią część linii. Możliwość używania przez zachodnioberlińskie pociągi, jednak z zawracaniem po wschodniej stronie, została odrzucona przez senat jeszcze w 1961. Stacja służyła zatem jako tory odstawcze wschodnioberlińskiej linii A, która kończyła na położonej dalej na wschód stacji Thälmannplatz (później Otto-Grotewohl-Straße, a obecnie Mohrenstraße). Dopiero w 1993 połączono obie części linii i ponownie uruchomiono stację Potsdamer Platz. Dziś stanowi ona najstarszą z zachowanych w zasadzie w oryginalnym stanie podziemnych stacji berlińskiego metra i jest wpisana na listę zabytków.

### Stacja metra Potsdamer Platz (U3)
Dla planowanej długoterminowo linii metra z Weißensee na Kurfürstendamm, zbudowano w czasie budowy dworca pociągów regionalnych w stanie surowym stację. To druga obok torów dworca Alexanderplatz, gdzie dwa tory od 1930 czekają na uruchomienie, stacja dla tej linii. Nie wiadomo jednak, kiedy ta linia powstanie, gdyż obecnie nie jest zbyt potrzebna, jak również nie ma stosownych środków budżetowych. Obecnie nieukończona stacja używana jest jako przestrzeń dla różnych wydarzeń kulturalnych.